# Лекси
Лекси́ (фр. Lexy) — коммуна во французском департаменте Мёрт и Мозель региона Лотарингия. Относится к  кантону Мон-Сен-Мартен.

## География

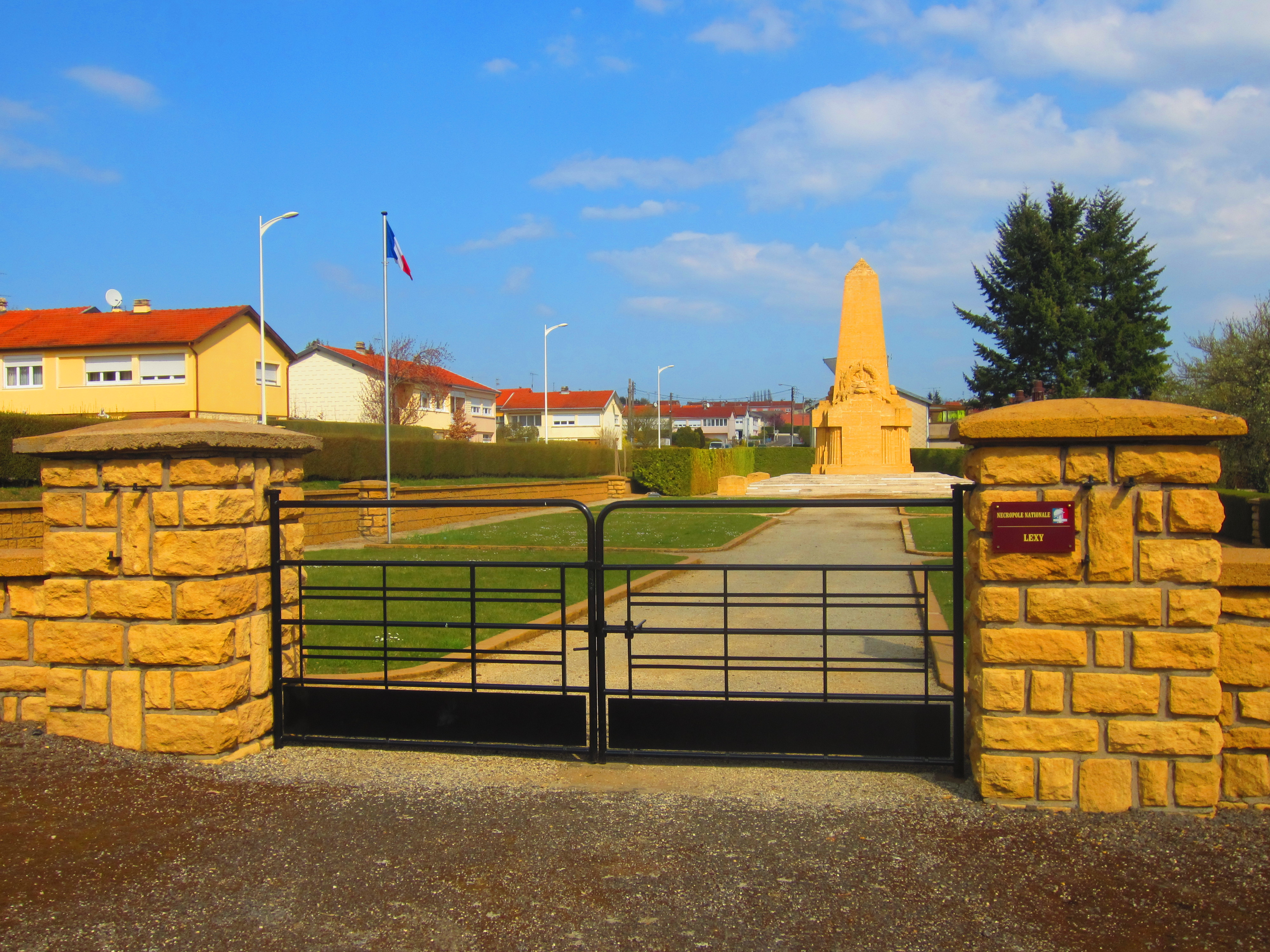
Французское военное кладбище.

Лекси расположен в 55 км к северо-западу от Меца вблизи от границы с Бельгией. Соседние коммуны: Лонгви на северо-востоке, Реон и Мекси на востоке, Кютри на юге, Кон-ла-Гранвиль на юго-западе, Виллер-ла-Шевр на западе, Кон-э-Ромен на северо-западе.

## Демография
Население коммуны на 2010 год составляло 3067 человек.
| 1962 | 1968 | 1975 | 1982 | 1990 | 1999 | 2010 |
| ---- | ---- | ---- | ---- | ---- | ---- | ---- |
| 2143 | 2627 | 3013 | 3377 | 2962 | 2990 | 3067 |